# Lycalopex vetulus
Lycalopex vetulus är ett rovdjur i familjen hunddjur. Tidigare räknades arten på grund av sina små tänder som enda art i släktet Lycalopex och senare flyttades alla andra arter från Pseudalopex till släktet.

## Utseende
Djuret liknar en räv och har gulaktig till svart pälsfärg men färgen varierar mycket mellan olika individer. Öronen och utsidan av extremiteterna kan vara rödaktig eller gulbrun. Svansens spets är svart och kroppens undersida är écru. Tänderna och skallen är jämförelsevis små. Hos vuxna djur ligger kroppslängden (huvud och bål) mellan 49 och 71 cm, svanslängden mellan 25 och 38 cm och vikten varierar mellan 2,5 och 4 kg.

## Utbredning och habitat
Denna art förekommer i centrala och södra Brasilien i delstaterna Mato Grosso, Goiás, Minas Gerais och São Paulo. Habitatet utgörs huvudsakligen av savann (cerradon). Ibland uppsöker arten jordbruksmark och tätare trädansamlingar som galleriskogar.

## Levnadssätt
Dessa djur vilar och föder sina ungar i lyor som byggts av andra djur (till exempel bältor). En betydande del av födan utgörs av termiter (ibland upp till 87 procent) och dessutom äter arten andra insekter, gnagare, småfåglar och ödlor. Denna kost kompletteras med olika växtdelar. Det är inget dokumenterad att arten dödar höns eller andra mindre husdjur även om den kan vistas nära människor. Trots allt dödas Lycalopex vetulus ibland av bönder som förväxlar den med krabbätarräven (Cerdocyon thous).
Flocken består av ett monogamt föräldrapar och deras ungar. De har ett revir som markeras med urin. Honan föder sina ungar i juli eller augusti, som motsvarar tidig vår på södra jordklotet. Oftast föds 3 till 5 ungar åt gången. Uppskattningsvis slutar honan efter tre månader med digivning och nio till tio månader efter födelsen lämnar ungarna flocken. Livslängden i naturen är okänd.

## Hot och status
Detta hunddjur har jämförelsevis bra förmåga att anpassa sig till landskapsförändringar. Artens utbredningsområde är ganska stort. Därför listas Lycalopex vetulus av IUCN som nära hotad (NT).